# Дзёкю
Сёкю или Дзёкю (яп. 承久 сё:кю) — девиз правления (нэнго) японских императоров Дзюнтоку и Тюкё, использовавшийся с 1219 по 1222 год .
Согласно «Хякурэнсё» (яп. 百錬抄 Зеркало, отполированное сотню раз), причиной объявления нового девиза правления стала засуха.

## Продолжительность
Начало и конец эры:
- 12-й день 4-й луны 7-го года Кэмпо (по юлианскому календарю — 27 мая 1219);
- 13-й день 4-й луны 4-го года Дзёкю (по юлианскому календарю — 25 мая 1222).

## Происхождение
Название нэнго было заимствовано из классического древнекитайского сочинения «Ши Вэй» (кит. 詩緯, пиньинь Shī wěi):「周起自后稷、歴世相承久」.

## События
даты по юлианскому календарю
- 12 февраля 1219 года (26-й день 1-й луны 1-го года Дзёкю)[6] — сёгун Минамото-но Санэтомо был убит на ступенях храма Цуругаока Хатимангу в Камакуре[7]. Период в 40 лет, в течение которого Минамото-но Ёритомо, Минамото-но Ёрииэ и Минамото-но Санэтомо стояли во главе Камакурского сёгуната, иногда называют «периодом трёх сёгунов». Нового сёгуна не назначали ещё в течение нескольких лет, хотя правительство в Камакуре продолжало функционировать без перерыва;
- 1220 год (2-я луна 2-го года Дзёкю) — император посетил храмы Ивасимидзу и Камо[8];
- 13 мая 1221 года (20-й день 4-й луны 3-го года Дзёкю) — император Дзюнтоку отрёкся от престола под давлением дайдзё тэнно Го-Тоба; трон перешёл к его старшему сыну, которому было всего 4 года. Он на несколько месяцев воцарился под именем император Тюкё[7];
- 29 июля 1221 года (9-й день 7-й луны 3-го года Дзёкю) — император Тюкё внезапно отрёкся от престола, не назначив наследника; трон перешёл к внуку дайдзё тэнно Го-Тоба[9];
- 1221 год (3-й год Дзёкю) — Смута годов Дзёкю (яп. 承久の乱 дзё:кю: но ран) — неудачная попытка вооружённого переворота дайдзё тэнно Го-Тоба и его сторонников, с целью отобрать власть у Камакурского сёгуната[10]. Во время выступления Го-Тоба против рода Ходзё, многие самураи, восстав против Ходзё, стали на его сторону[7].
- 14 января 1222 года (1-й день 12-й луны 3-го года Дзёкю) — на престол взошёл новый император Го-Хорикава; мятежника Го-Тоба вынудили постричься в монахи и сослали на острова Оки[7];
- 1222 год (4-й год Дзёкю) — Ясутоки и Токифуса разделили столичный район Рокухара на две части — южную и северную, разместив в них свои резиденции[7]. Так появилась должность рокухара тандай — высших сёгунских чиновников из рода Ходзё, назначавшихся наместниками в северную и южную части Киото.

## Сравнительная таблица
Ниже представлена таблица соответствия японского традиционного и европейского летосчисления. В скобках к номеру года японской эры указано название соответствующего года из 60-летнего цикла китайской системы гань-чжи. Японские месяцы традиционно названы лунами.
| 1-й год Дзёкю (Земляной Кролик)      | 1-я луна        | 2-я луна*  | 2-я луна* (високосная) | 3-я луна  | 4-я луна* | 5-я луна* | 6-я луна  | 7-я луна   | 8-я луна*   | 9-я луна   | 10-я луна               | 11-я луна     | 12-я луна*     |
| ------------------------------------ | --------------- | ---------- | ---------------------- | --------- | --------- | --------- | --------- | ---------- | ----------- | ---------- | ----------------------- | ------------- | -------------- |
| Юлианский календарь                  | 18 января 1219  | 17 февраля | 18 марта               | 16 апреля | 16 мая    | 14 июня   | 13 июля   | 12 августа | 11 сентября | 10 октября | 9 ноября                | 9 декабря     | 8 января 1220  |
| 2-й год Дзёкю (Металлический Дракон) | 1-я луна        | 2-я луна*  | 3-я луна*              | 4-я луна  | 5-я луна* | 6-я луна* | 7-я луна  | 8-я луна*  | 9-я луна    | 10-я луна  | 11-я луна               | 12-я луна*    |                |
| Юлианский календарь                  | 6 февраля 1220  | 7 марта    | 5 апреля               | 4 мая     | 3 июня    | 2 июля    | 31 июля   | 30 августа | 28 сентября | 28 октября | 27 ноября               | 27 декабря    |                |
| 3-й год Дзёкю (Металлическая Змея)   | 1-я луна        | 2-я луна   | 3-я луна*              | 4-я луна* | 5-я луна  | 6-я луна* | 7-я луна* | 8-я луна   | 9-я луна*   | 10-я луна  | 10-я луна* (високосная) | 11-я луна     | 12-я луна      |
| Юлианский календарь                  | 25 января 1221  | 24 февраля | 26 марта               | 24 апреля | 23 мая    | 22 июня   | 21 июля   | 19 августа | 18 сентября | 17 октября | 16 ноября               | 15 декабря    | 14 января 1222 |
| 4-й год Дзёкю (Водяная Лошадь)       | 1-я луна        | 2-я луна*  | 3-я луна               | 4-я луна* | 5-я луна  | 6-я луна* | 7-я луна* | 8-я луна   | 9-я луна*   | 10-я луна  | 11-я луна               | 12-я луна*    |                |
| Юлианский календарь                  | 13 февраля 1222 | 15 марта   | 13 апреля              | 13 мая    | 11 июня   | 11 июля   | 9 августа | 7 сентября | 7 октября   | 5 ноября   | 5 декабря               | 4 января 1223 |                |

* звёздочкой отмечены короткие месяцы (луны) продолжительностью 29 дней. Остальные месяцы длятся 30 дней.